# オタル・ラシィリ
オタル・ラシィリ（Otar Lashkhi、2000年4月27日 - ）は、ラグビー・ヨーロッパ・スーパーカップ、ブラックライオンに所属するラグビーユニオン選手。

## プロフィール
- ジョージア・トビリシ出身[1]。
- ポジションはウィング(WTB)。
- 身長 184cm、体重 89kg
- 祖父のミヘイル・メスヒは元サッカー選手(サッカーソビエト連邦代表)[2]。
- U20ジョージア代表に選ばれたことがある[3]。
- ジョージア代表キャップは2（2025年2月現在）でラグビーワールドカップ2023のジョージア代表に選ばれた[4]。

## 略歴
レロ・サラセンズを経て、2021年、ブラックライオンに加入。 